# Iwo Dölling
Fritz Iwo Dölling, född 12 januari 1923 i Vaxholm, död 22 april 2019 på Lidingö, var en svensk diplomat och jurist.

## Biografi
Dölling var son till major Fritz Dölling och Margit Zander. Han tog reservofficersexamen 1944 och juristexamen i Stockholm 1949 innan han blev attaché vid Utrikesdepartementet (UD) samma år. Han var attaché och sekreterare för svenska OEEC-delegationen i Paris 1950–1955, ambassadsekreterare i Bonn 1955–1957, legationssekreterare i Pretoria 1957–1960, förste sekreterare vid UD 1960–1963, handelsråd i London 1963–1964, ambassadråd och biträdande chef för svenska EEC-delegationen i Bryssel 1965–1970, minister där 1970–1972, ambassadör i Lusaka 1972–1975, Tel Aviv 1975–1979 och Aten 1980-1985.
Han hade FN-uppdrag som handelspolitisk rådgivare i Kenya 1964–1965. Han ingick i FN-delegationen 1979. Från 1986 var han rådgivare hos Atlas Copco. Dölling gifte sig 1950 med Tatiana Dushmanitch (1924–2019), dotter till överste Vladimir Dushmanitch och Constance Rowan. Makarna Dölling är begravda på Norra begravningsplatsen utanför Stockholm.